# Elacatis foveicollis
Elacatis foveicollis es una especie de coleóptero de la familia Salpingidae.

## Distribución geográfica
Habita en Kina Balu.